# Plectorhinchus paulayi
Plectorhinchus paulayi es una especie de peces de la familia Haemulidae en el orden de los Perciformes.

## Morfología
• Los machos pueden llegar alcanzar los 45 cm de longitud total.

## Distribución geográfica
Se encuentra en Somalia, Kenia, Aldabra y Mauricio.